# Chalinolobus neocaledonicus
Chalinolobus neocaledonicus é uma espécie de morcego da família Vespertilionidae. Endêmica da Nova Caledónia.